# Trapézite
Les trapézites sont les banquiers de la Grèce antique. Leur nom vient de la table (trapeza) installée sur l’Agora ou sur les marchés et derrière laquelle ils se tenaient dans des boutiques parfois affectées à un autre commerce, mais le plus souvent destinées aux transactions bancaires (dépôts, crédit, change, voire création de monnaie scripturale à cette époque).
Les trapézites pouvaient être des sociétés privées, des temples, des cités, ou de simples particuliers utilisant comme capital leurs fonds propres. 

## Les temples
Les banques les plus importantes sont celles des grands sanctuaires, où les prêtres font fructifier l'argent qu'ils reçoivent en dépôt en accordant des prêts aux paysans et aux cités. Le sanctuaire d'Olympie est la banque du Péloponnèse ; celui de Delphes est celle des cités de la Grèce centrale ; et celui d'Athéna Parthénos consent des prêts à Athènes où la liberté des taux d’intérêts est reconnue. 

## Les banques privées
Des sociétés privées, comme la banque de Pasion, à Athènes, jouent aussi un rôle important dans l'économie antique en travaillant essentiellement avec les commerçants et les citadins, notamment par le biais de succursales présentes dans les principales cités et délivrant des lettres de change.

## Les banques d'État
Les cités possèdent aussi leurs propres trapézites, mais leur pouvoir est restreint et leur rôle se limite à surveiller la bonne conduite des emprunts bancaires concédés par la sphère publique. Il faut attendre l'époque hellénistique pour voir plusieurs cités grecques se doter de banques d'État (banques publiques administrées ou contrôlées par des fonctionnaires dans le but de combattre l’usure et se soustraire à l’influence d’Athènes et de Delos) se développer et devenir des acteurs de premier plan. Dans l'Égypte lagide, chaque département administratif (le nome) possède ainsi sa banque royale (basilikê trapeza) alimentée par les excédents de recettes publiques.